# Charles Carleton Young
Charles Carleton Vieder Young, (ur. 20 kwietnia 1850, zm. 31 maja 1941) – polityk z Pitcairn, magistrate (burmistrz) wysp.
Był synem Mosesa (kilkukrotnego zwierzchnika Pitcairn) i Albiny McCoy. Dwukrotnie żonaty, po raz pierwszy ożenił się w 1886 z Alice Christian, z którą miał pięcioro dzieci: Charlesa Raymonda (ur. 1887), Edwina (1889-1937), Jeanette (1893-1924), Ninette (1897-1973) i Nellah (ur. 1903). Po śmierci swojej żony na przełomie lat 1917/1918 ożenił się ponownie z Mary Christian (w 1922). Z tego związku nie narodziło się żadne dziecko.
W 1859 roku uczestniczył w relokacji mieszkańców na Norfolk. Urząd magistrate na Pitcairn (ówczesna nazwa obecnego urzędu burmistrza) objął 1 stycznia 1890 i pełnił go do końca następnego roku. W 1915 roku wyjechał do Anglii; zmarł w 1941 na Pitcairn.